# Foluke Akinradewo
Foluke Atinuke Akinradewo (London, 5 de outubro de 1987) é uma jogadora de voleibol do Hisamtisu Springs . Jogando pela seleção dos Estados Unidos, Akinradewo conquistou a medalha de ouro e o prêmio de melhor jogadora no Grand Prix de 2010. Em agosto de 2011 em Macau conquistou o Grand Prix pela segunda vez. Conquistou também o vice-campeonato olímpico em Londres.
Jogando pela seleção dos Estados Unidos de volleyball feminino conquistou a medalha de Bronze durante os jogos Olímpicos realizados no Rio de Janeiro, em 2016.